# دوج اونجر
دوج اونجر (Dodge Avenger) نام یک اتومبیل آمریکایی ساخت کمپانی داج است و خودرویی است که از سال ۱۹۹۵ تا ۲۰۰۰/>۲۰۰۸–کنون تولید شده‌است.
این خودرو در کلاس خودرو سایز متوسط قرار گرفته، است.